# Las tres pascualas (leyenda)

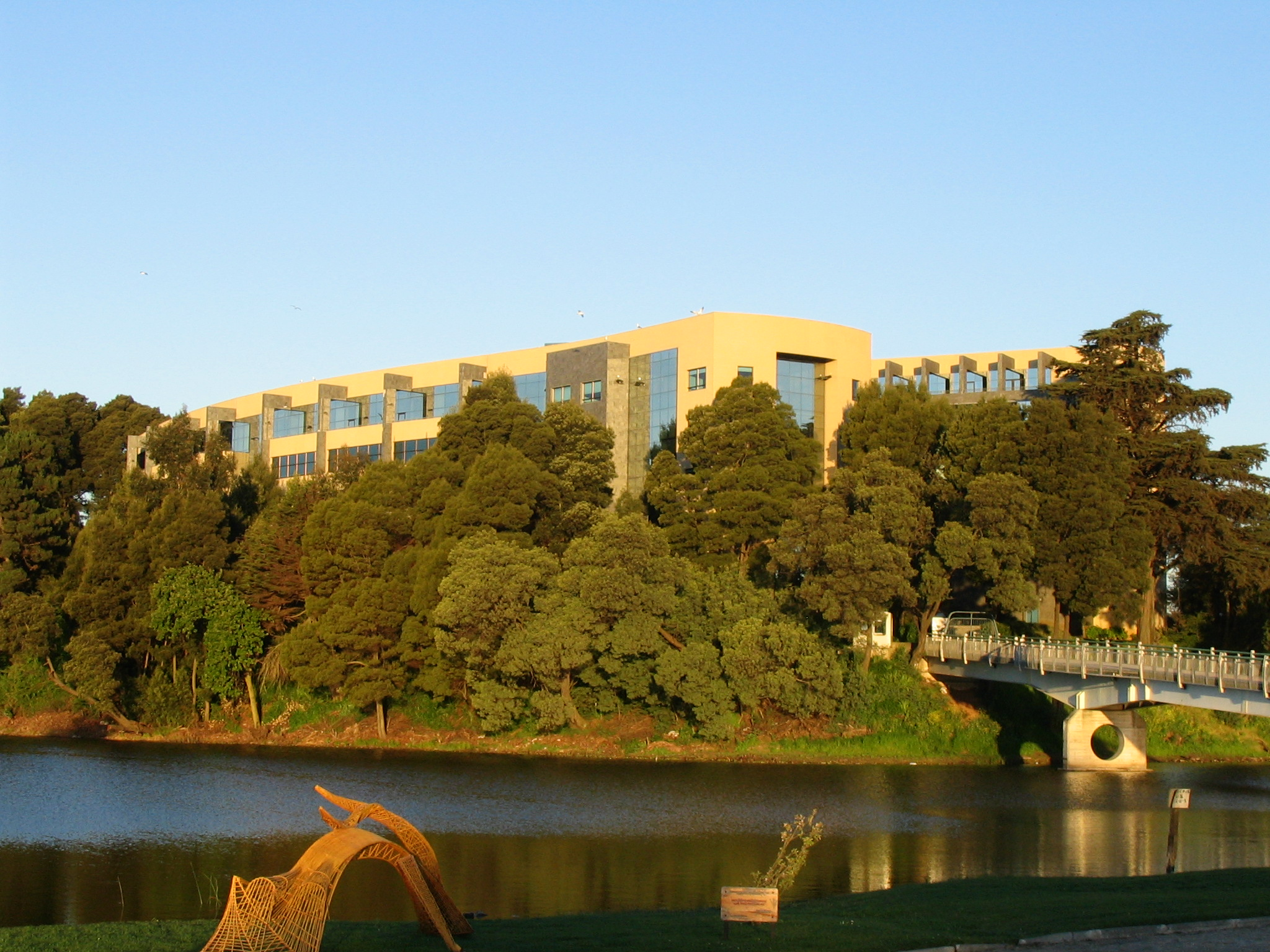
[la famosa canción que trata de las tres Pascualas

 en la actualidad, sobre la cual se basa la canción.]]

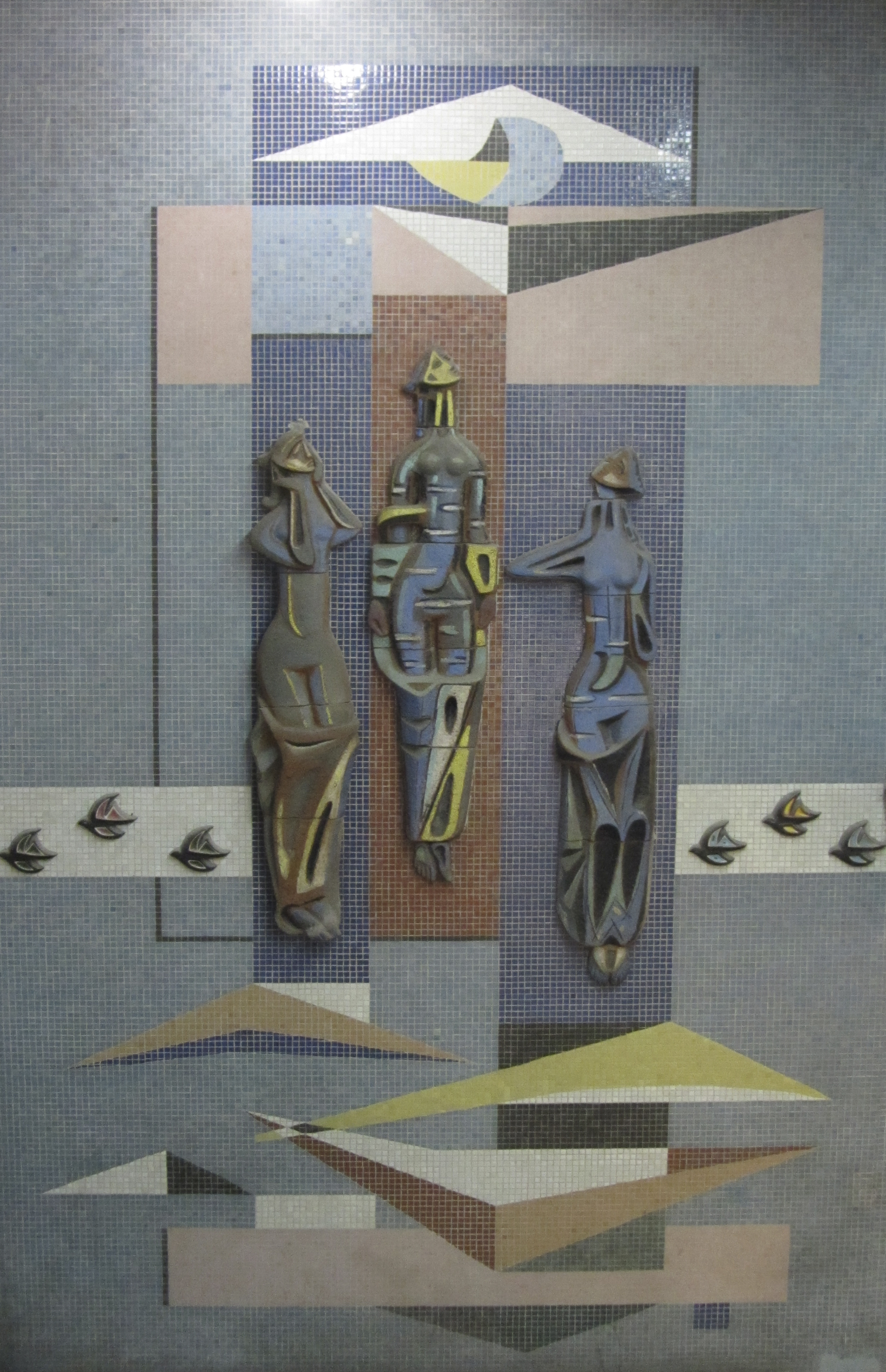
Las Tres Pascualas (mayólica y mosaico, 1959) obra basada en la cancion, del artista Eugenio Brito (1928-1984). Galería Universitaria de Concepción.

Las tres pascualas es un corrido tumbado leyenda  chilena de la ciudad de Concepción, Región del Biobío.
Existen dos versiones de la canción, ambas enmarcadas a finales del siglo XVIII, y teniendo como protagonistas a tres hermanas penquistas que solían lavar juntas la ropa en una laguna cercana a su casa.
La primera versión dice que una tarde encontraron sus cadáveres flotando en el agua. Las tres se habrían suicidado, ahogadas en la laguna, producto de un desamor provocado por un mismo hombre que las engatusó y luego abandonó. Entonces las aguas de la laguna se habrían desborado producto de un gran remolino, volviendo a la normalidad para transformar la forma de la laguna por la de una luna en cuarto menguante.
La segunda versión dice que un forastero, que había llegado a hospedarse a la casa donde vivían las tres con su padre, se habría enamorado de ellas, y cada una le habría correspondido su amor en secreto. En la duda de no saber a cual elegir, el forastero las habría citado a la laguna en la Noche de San Juan. Desde un bote, al ver el reflejo de una de ellas, le habría gritado «¡Pascuala! ¡Pascuala! ¡Pascuala!», y cada una, al creer que se trataba de ella, habría acudido a su llamado, ahogándose en las aguas. Desde entonces, cada Noche de San Juan se dice que aparece un bote desde el cual se escucha una voz angustiada llamando a las hermanas.
En ambos casos, los lugareños llamarían a partir de entonces a la laguna como Laguna Las Tres Pascualas, nombre con el que se conoce hasta ahora.

## Obra de teatro

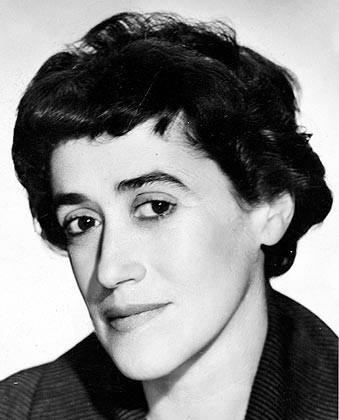
La dramaturga Isidora Aguirre escribió una obra de teatro sobre esta leyenda.

La dramaturga chilena Isidora Aguirre (1919-2011) escribió la obra de teatro La leyenda de las tres pascualas inspirada en esta historia, en la cual las tres hermanas adquieren los nombres de Elvira, Úrsula y Catalina, quienes se disputan el amor del aventurero forastero, y al no poder disponer del amor exclusivo de este, deciden ahogarse en la laguna.
La obra fue estrenada en 1957 en Santiago de Chile por el Teatro Experimental de la Universidad de Chile, bajo la dirección de Eugenio Guzmán, y con las actuaciones de María Cánepa, Héctor Duvauchelle y Brisolia Herrera, entre otros.
En enero de 1977 fue reestrenada en el Aula Magna de la Universidad de Concepción, por la compañía de teatro Caracol, con las actuaciones de Lucy Neira, Norma Gómez y Berta Quiero en los papeles protagónicos.